# Billionaire Boys Club
Billionaire Boys Club es una película estadounidense biográfica de crimen y drama dirigida por James Cox y coescrita junto a Captain Mauzner. La película está protagonizada por Ansel Elgort, Taron Egerton, Jeremy Irvine, Kevin Spacey, Emma Roberts, Suki Waterhouse, Judd Nelson y Billie Lourd. La fotografía principal comenzó el 7 de diciembre de 2015 en Nueva Orleans.

## Sinopsis
Basada en hechos reales sigue la historia de Joe Hunt (Ansel Elgort) y Dean Karney (Taron Egerton) dos amigos, quienes convencieron a sus excompañeros de clase en Harvard para crear un fondo de inversiones llamado Club de Chicos Billonarios que les catapultaría a los escalones más altos de la sociedad de Los Ángeles en los años 80.

## Reparto
- Ansel Elgort como Joe Hunt.
- Taron Egerton como Dean Karny.
- Kevin Spacey como Ron Levin.
- Jeremy Irvine como Kyle Biltmore.
- Cary Elwes como Andy Warhol.
- Emma Roberts como Sydney.
- Kathryn Newton como Marcia.
- Billie Lourd como Rosanna Tickpurth.
- Luke Whoriskey como Oscar Goldstein.
- Suki Waterhouse como Quintana.
- Judd Nelson como Ryan Hunt.
- Ryan Rottman como Scott Biltmore.
- Thomas Cocquerel como Charlie.
- Carmen Illán como mujer de Samedi.
- Bokeem Woodbine como portero.
- Brando Marler como una Artista de la fábrica de Thurston.
- Kevin Bratcher como un Chico golpeado en Cougar.
- Maurice Johnson como el Detective #2.

## Producción
El 13 de mayo de 2010, The Hollywood Reporter confirmó que James Cox sería el director de una película biográfica de crimen y drama multimillonario denominada Billionaire Boys Club, basada en una historia real sobre un grupo chicos jóvenes y ricos en Los Ángeles durante la década de 1980 que comenzó un Billionaire Boys Club para realizar un esquema Ponzi. Cox escribió el guion en cuatro meses después de una investigación exclusiva de los eventos con su hermano Stephen y debieron pasar otros cuatro meses. Cox reunió el material del guion de los documentos de la corte, transcripciones y artículos de medios de comunicación, y declaró: "como estábamos escribiendo esto, pensé, "¿Qué pasaría si 'Wall Street' se convirtió en 'Alpha Dog' a la mitad?"; y se anunció que Holly Wiersma produciría la película.
El 29 de octubre de 2015, Ansel Elgort y Taron Egerton se unieron elenco de la película con los personajes principales, Elgort como Joe Hunt, el líder del grupo y experto financiero, y Egerton como Dean Karny, un jugador de tenis profesional. Captain Mauzner también coescribió el guion junto a Cox, mientras que los productores de la película serían Wiersma y Cassian Elwes, y serían financiados por la productora, Armory Films. Good Universe se ocuparía de las ventas internacionales.
El 3 de noviembre de 2015, Kevin Spacey firmó un contrato para jugar el papel de un gran apostador de Beverly Hills, Ron Levin. El 5 de noviembre de 2015, Emma Roberts se unió al elenco principal para personificar a Sydney, el interés amoroso de Joe Hunt. El 24 de noviembre de 2015, Suki Waterhouse fue elegido para jugar el papel de Quintana, el interés amoroso de Dean Karny.
El 5 de diciembre de 2015, Variety informó que Judd Nelson, quién originalmente iba a interpretar el papel de Joe Hunt en Billionaire Boys Club de 1987 pero finalmente jugaría el papel de Ryan Hunt, padre de Joe en esta película. El 7 de diciembre de 2015, Ryan Rottman se unió al elenco de la película para jugar el papel de Scott, uno de los dos gemelos guapos adoptadas por el propietario de Maybelline, quién fue el primero que invirtió en el Club. El 8 de diciembre de 2015, se anunció que Thomas Cocquerel se unió a la película.
La fotografía principal de la película comenzó el 7 de diciembre de 2015 en Nueva Orleans. El 15 de diciembre de 2015, Variety informó que Billie Lourd, Bokeem Woodbine y Jeremy Irvine se habían unido al elenco de la película con personajes secundarios, Irvine como Kyle Biltmore, uno de los miembros de Billionaire Boys Club, Lourd como Rosanna, su interés amoroso, y Woodbine como el portero del club que llega a ser partícipe en el club.

## Recepción
Billionaire Boys Club ha recibido reseñas generalmente negativas de parte de la crítica y de la audiencia. En Rotten Tomatoes, la película posee una aprobación de 8%, basada en 12 reseñas, con una calificación de 3.5/10, mientras que de parte de la audiencia tiene una aprobación de 38%, basada en 222 votos, con una calificación de 2.9/5
Metacritic le ha dado a la película una puntuación de 30 de 100, basada en 5 reseñas, indicando "reseñas generalmente desfavorables". En el sitio IMDb los usuarios le han dado una calificación de 5.6/10, sobre la base de 5074 votos. En la página FilmAffinity tiene una calificación de 4.9/10, basada en 274 votos.